# Toile (peinture)
Pour les articles homonymes, voir Toile.
En peinture, une toile  est un support utilisé notamment pour la peinture à l'huile et la peinture acrylique.
Une toile est généralement faite de fibres de lin, parfois chanvre ou d'un mélange des deux, de coton, ou de fibres synthétiques. Elle est enduite d'un apprêt, avant utilisation, et est tendue sur un châssis, ou marouflée sur un panneau de bois ou de carton.
Par métonymie, une toile désigne aussi une peinture sur toile.

## Histoire
La toile est devenue le support le plus répandu pour la peinture à l'huile, remplaçant progressivement la peinture sur bois. L'une des premières peintures à l'huile sur toile est une œuvre française, la Madone avec les anges réalisée vers 1410 et conservée au musée Gemäldegalerie à Berlin. Toutefois, la peinture sur panneau de bois a perduré jusqu'au XVIe siècle en Italie et au XVIIe siècle en Europe du Nord. Le peintre Andrea Mantegna et des artistes vénitiens sont parmi ceux qui ont amené le changement. La toile vénitienne était aisément disponible et considérée comme de meilleure qualité.

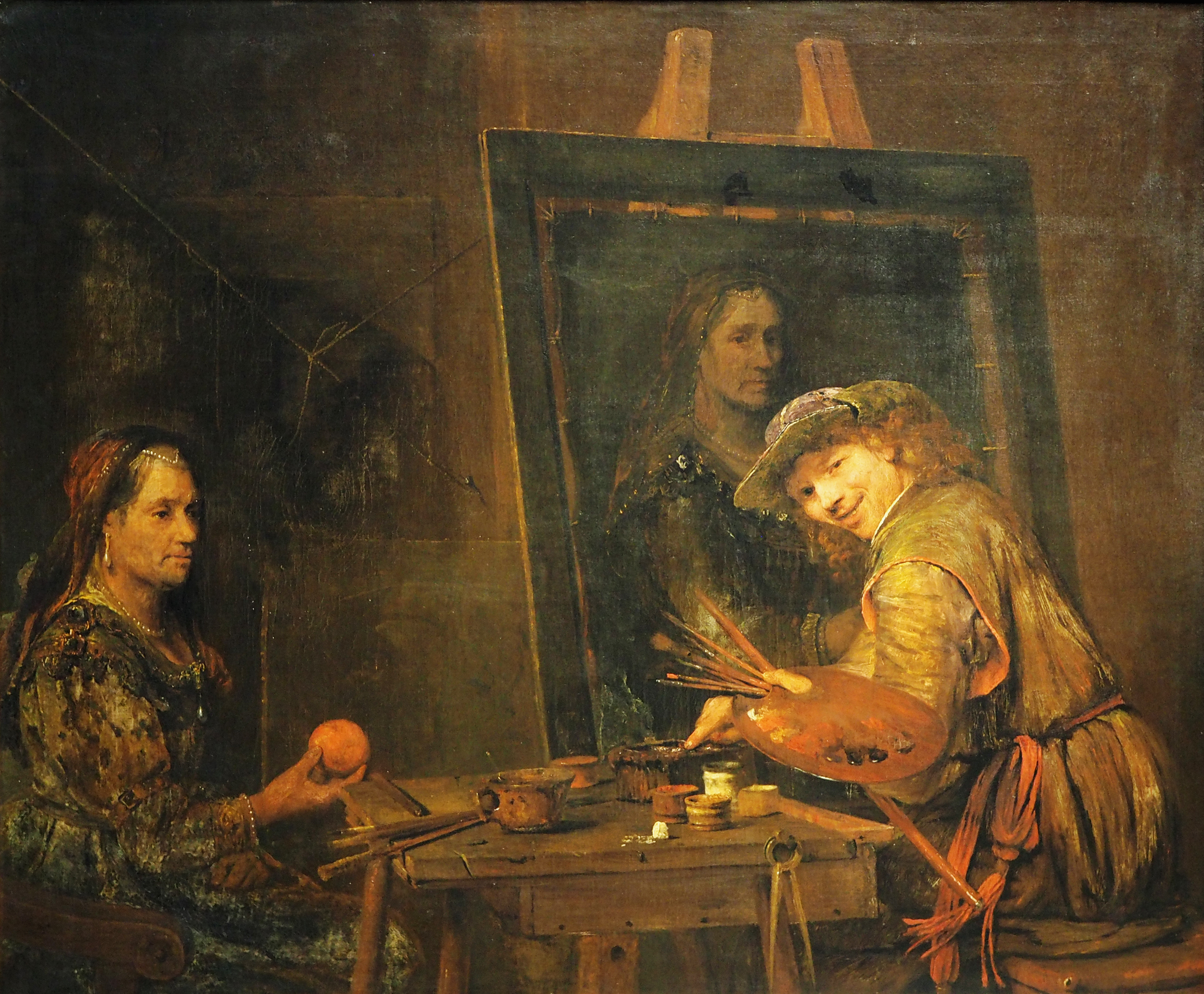
Tableau d'Aert de Gelder montrant une toile en cours d'élaboration, non encore tendue sur un châssis, mais tenue provisoirement par des cordes à une armature en bois.

## Préparation

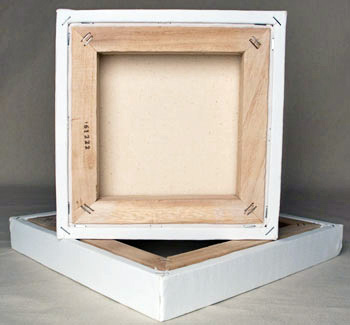
Toile tendue sur châssis.

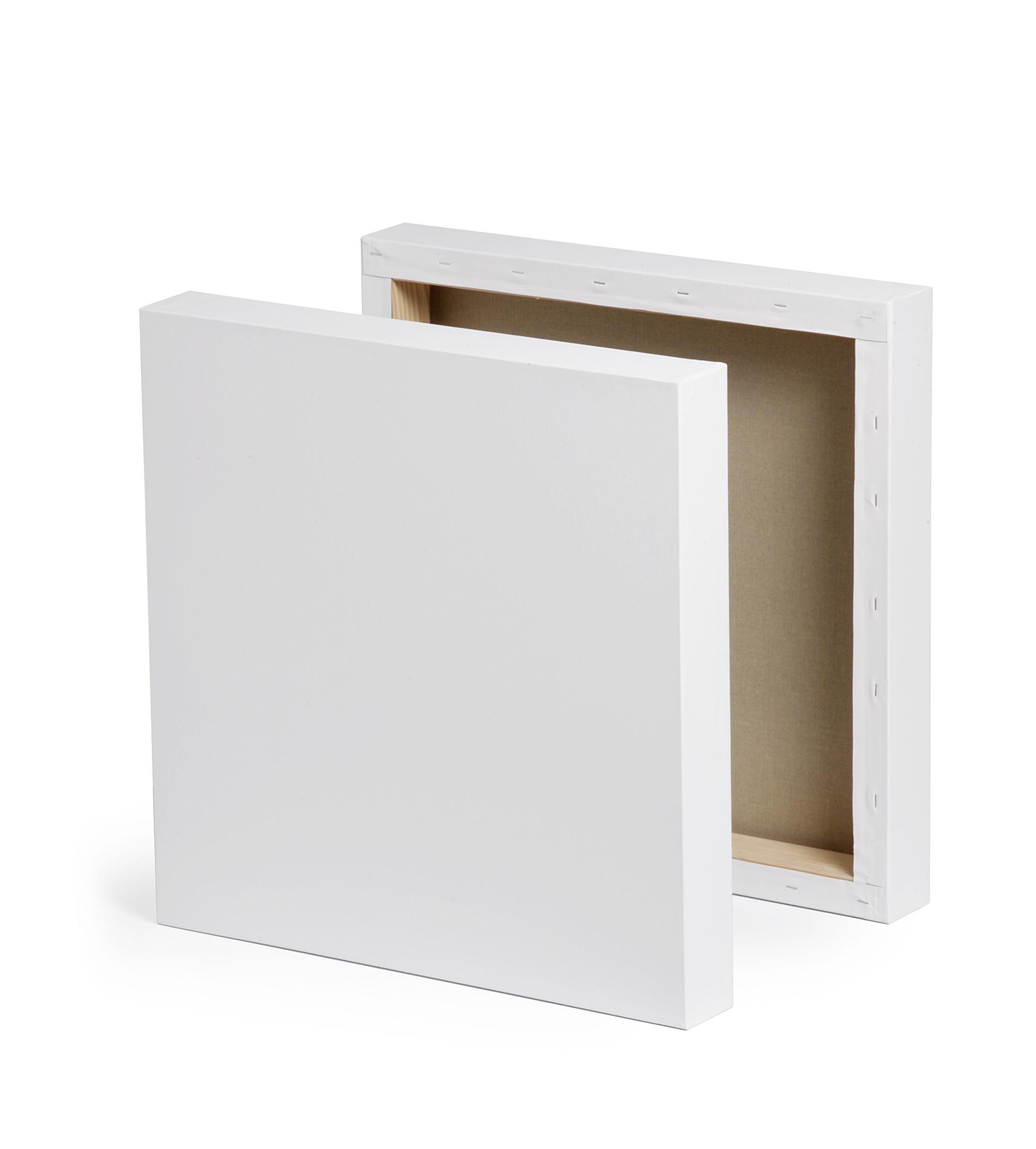
Toile tendue sur châssis.

La toile est habituellement tendue sur une armature en bois appelée le châssis, et elle peut être enduite de gesso avant d'être utilisée afin d'empêcher la peinture à l'huile d'entrer en contact direct avec les fibres de la toile, ce qui pourrait la délabrer. Malgré le risque de détérioration des matériaux, beaucoup d'artistes modernes, comme Jackson Pollock, Kenneth Noland, Francis Bacon, Helen Frankenthaler, Dan Christensen, Larry Zox, Ronnie Landfield et d'autres peintres du mouvement Colorfield Painting ou de l'abstraction lyrique peignent parfois sur une « toile brute », sans gesso protecteur.
Si la fabrication des toiles est maintenant industrialisée, certains peintres préfèrent travailler sur une toile fabriquée de façon traditionnelle, ou même fabriquer eux-mêmes leur support en achetant toiles et châssis « en gros », ce qui s'avère finalement plus économique. L'une des différences les plus exceptionnelles entre les techniques modernes de peinture et celle des peintres classiques est dans la préparation de la toile. Les techniques « modernes » tirent profit de la texture de la toile, de son « grain », ce qui rend presque impossible le réalisme de la peinture classique. Les peintres de la Renaissance prenaient un soin extrême pour s'assurer que la texture de la toile disparaisse totalement. Cela exigeait un processus de préparation soigneux et long consistant à recouvrir la toile brute avec habituellement une peinture blanche, puis à polir la surface, le tout à plusieurs reprises de manière à obtenir une toile glacée. Bien que cela puisse paraître une solution extrême pour les peintres modernes, elle est cruciale si l'on veut atteindre un réalisme « photographique ». Avec une toile correctement disposée, le peintre constatera que chaque couche de couleur glisse sur la précédente comme « du beurre » et, avec une application uniforme de la peinture, le tableau sera entièrement exempt de traces de pinceaux ou de brosses.
Il existe également des toiles cannelées qui se distinguent des toiles sur châssis par le fait qu'elles ne sont pas agrafées sur les côtés. L'avantage de ce type de toile est que les côtés de la toile sont vierges, ce qui permet au peintre d'incorporer les bords peints au dessin lui-même. En outre, ce type de toile permet à l'œuvre d'être montrée sans les moulures de l'encadrement.

## Types de toile
Au départ, la toile elle-même était faite de lin textile, un tissu brunâtre très résistant, qui était donc particulièrement approprié pour la peinture à l'huile. Au début du XXe siècle, la toile de coton a commencé à être utilisée. La toile de lin étant néanmoins un matériel de plus haute qualité, elle reste populaire pour beaucoup d'artistes professionnels, particulièrement ceux qui travaillent la peinture à l'huile. La toile de coton, qui s'étire plus complètement, offre pourtant une alternative plus économique. L'arrivée de la peinture acrylique a considérablement augmenté la popularité et l'utilisation de la toile de coton.

## Formats de toiles et châssis correspondant
| numéros | Figure      | Paysage     | Marine      | S carré     |
| ------- | ----------- | ----------- | ----------- | ----------- |
| no 0    | 180 × 140   | 180 × 120   | 180 × 100   | 180 × 180   |
| SM      | 227 × 158   | －          | －          | －          |
| no 1    | 220 × 160   | 220 × 140   | 220 × 120   | 220 × 220   |
| no 2    | 240 × 190   | 240 × 160   | 240 × 140   | 240 × 240   |
| no 3    | 273 × 220   | 273 × 190   | 273 × 160   | 273 × 273   |
| no 4    | 333 × 242   | 333 × 220   | 333 × 190   | 333 × 333   |
| no 5    | 350 × 270   | 350 × 240   | 350 × 220   | 350 × 350   |
| no 6    | 410 × 318   | 410 × 273   | 410 × 242   | 410 × 410   |
| no 8    | 455 × 380   | 455 × 333   | 455 × 273   | 455 × 455   |
| no 10   | 530 × 455   | 530 × 410   | 530 × 333   | 530 × 530   |
| no 12   | 606 × 500   | 606 × 455   | 606 × 410   | 606 × 606   |
| no 15   | 652 × 530   | 652 × 500   | 652 × 455   | 652 × 652   |
| no 20   | 727 × 606   | 727 × 530   | 727 × 500   | 727 × 727   |
| no 25   | 803 × 652   | 803 × 606   | 803 × 530   | 803 × 803   |
| no 30   | 910 × 727   | 910 × 652   | 910 × 606   | 910 × 910   |
| no 40   | 1000 × 803  | 1000 × 727  | 1000 × 652  | 1000 × 1000 |
| no 50   | 1167 × 910  | 1167 × 803  | 1167 × 727  | 1167 × 1167 |
| no 60   | 1303 × 970  | 1303 × 894  | 1303 × 803  | 1303 × 1303 |
| no 80   | 1455 × 1120 | 1455 × 970  | 1455 × 894  | 1455 × 1455 |
| no 100  | 1620 × 1303 | 1620 × 1120 | 1620 × 970  | 1620 × 1620 |
| no 120  | 1940 × 1303 | 1940 × 1120 | 1940 × 970  | 1940 × 1940 |
| no 150  | 2273 × 1818 | 2273 × 1620 | 2273 × 1455 | 2273 × 2273 |
| no 200  | 2590 × 1940 | 2590 × 1818 | 2590 × 1620 | 2590 × 2590 |
| no 300  | 2910 × 2182 | 2910 × 1970 | 2910 × 1818 | 2910 × 2910 |
| no 500  | 3333 × 2485 | 3333 × 2182 | 3333 × 1970 | 3333 × 3333 |